# Grevillea obliquistigma
Grevillea obliquistigma är en tvåhjärtbladig växtart. Grevillea obliquistigma ingår i släktet Grevillea och familjen Proteaceae.

## Underarter
Arten delas in i följande underarter:
- G. o. cullenii
- G. o. funicularis
- G. o. obliquistigma